# Kyllinga platyphylla
Kyllinga platyphylla är en halvgräsart som beskrevs av Karl Moritz Schumann. Kyllinga platyphylla ingår i släktet Kyllinga och familjen halvgräs. Inga underarter finns listade i Catalogue of Life.